# Sete mares

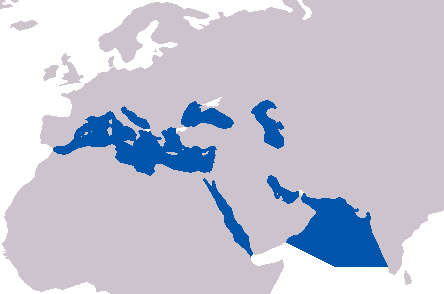
Os tradicionais Sete mares

Sete mares era uma designação histórica usada até a Idade Média na literatura ficcional árabe e europeia. Desta lista, faziam parte os mares Adriático, Arábico, Cáspio, Mediterrâneo, Negro e Vermelho e o golfo Pérsico.
Há também fontes dizendo que tudo indica que a expressão surgiu no livro As Mil e Uma Noites, uma compilação de histórias tradicionalmente contadas boca a boca no Oriente Médio, que ganhou sua primeira versão impressa no século IX. Uma das histórias contadas é a do marinheiro Simbad, que, para levar mercadorias a portos distantes, viaja por sete mares. A expressão se tornou comum e ainda hoje é usada pelos navegantes para dividir os oceanos de uma forma um pouco diferente daquela presente nos atlas contemporâneos: Oceano Pacífico Norte, Oceano Pacífico Sul , Oceano Atlântico Norte, Oceano Atlântico Sul, Oceano Índico, Oceano Ártico e Oceano Antártico. Os dois últimos costumam ser considerados partes do Atlântico e não se dividem os principais oceanos em porções norte e sul. 
Além disso, oceanos e mares não são sinônimos. Os mares são porções de água comportadas em áreas fechadas (os oceanos são abertos) e são muito mais numerosos do que os oceanos: de acordo com a Organização Hidrográfica Internacional, há 61 mares na Terra, como o mar Vermelho (entre a África e a Península Arábica) e o Mediterrâneo (entre a África e a Europa). Nessa lista, entram também os golfos e baías, como o golfo Pérsico (no Oriente Médio) e a baía de Hudson (no Canadá). Mares e oceanos, somados, cobrem 71% da superfície terrestre.